# Macromphalina thompsoni
Macromphalina thompsoni là một loài ốc biển rất nhỏ, là động vật thân mềm chân bụng sống ở biển trong họ Vanikoridae.